# کولینگا (کالیفرنیا)
کولینگا (به انگلیسی: Coalinga) شهری در شهرستان فرسنو ایالت کالیفرنیا است که در سرشماری سال ۲۰۱۰ میلادی، ۱۳۳۸۰ نفر جمعیت داشته‌است.